# Upplands runinskrifter Fv1973;198D
Upplands runinskrifter Fv1973;198D är ett vikingatida runstensfragment av granit som hittades i kvarteret Torget, Uppsala och Uppsala kommun. 
Runstensfragmentet är 65 gånger 32 centimeter stort och 34 centimeter tjockt. Runhöjden är 5,5 centimeter. Runstensfragmentet påträffades i samband med rivningsarbeten 1972. Fragmentet förvaras på Upplandsmuseet.

## Inskriften
Translitterering av runraden:
... ...ftʀ · faþ-... ...
Normalisering till runsvenska:
... [æ]ftiʀ fað[ur] ...
Översättning till nusvenska:
... efter fader ...